# Future Trance/Diskografie
Diese Diskografie ist eine Übersicht über die musikalischen Werke der deutschen Kompilationen-Reihe Future Trance.

## Alben

### Kompilationen
| Jahr | Titel                 | Höchstplatzierung, Gesamtwochen, AuszeichnungChartplatzierungen (Jahr, Titel, Platzierungen, Wochen, Auszeichnungen, Anmerkungen) | Höchstplatzierung, Gesamtwochen, AuszeichnungChartplatzierungen (Jahr, Titel, Platzierungen, Wochen, Auszeichnungen, Anmerkungen) | Höchstplatzierung, Gesamtwochen, AuszeichnungChartplatzierungen (Jahr, Titel, Platzierungen, Wochen, Auszeichnungen, Anmerkungen) | Anmerkungen                              |
| Jahr | Titel                 | DE | AT | CH | Anmerkungen                              |
| ---- | --------------------- | --- | --- | --- | ---------------------------------------- |
| 1997 | Future Trance Vol. 1  | DE6 (10 Wo.)DE | — | — | Erstveröffentlichung: 3. März 1997       |
| 1997 | Future Trance Vol. 2  | DE4 (8 Wo.)DE | — | — | Erstveröffentlichung: 1. August 1997     |
| 1997 | Future Trance Vol. 3  | DE4 (6 Wo.)DE | — | — | Erstveröffentlichung: 17. November 1997  |
| 1998 | Future Trance Vol. 4  | DE4 (6 Wo.)DE | AT7 (2 Wo.)AT | CH12 (2 Wo.)CH | Erstveröffentlichung: 23. Februar 1998   |
| 1998 | Future Trance Vol. 5  | DE5 (9 Wo.)DE | AT6 (4 Wo.)AT | CH6 (5 Wo.)CH | Erstveröffentlichung: 2. Juni 1998       |
| 1998 | Future Trance Vol. 6  | DE10 (8 Wo.)DE | — | — | Erstveröffentlichung: 23. November 1998  |
| 1999 | Future Trance Vol. 7  | DE6 (7 Wo.)DE | AT10 (1 Wo.)AT | CH12 (2 Wo.)CH | Erstveröffentlichung: 1. April 1999      |
| 1999 | Future Trance Vol. 8  | DE6 (8 Wo.)DE | — | — | Erstveröffentlichung: 28. Juni 1999      |
| 1999 | Future Trance Vol. 9  | DE5 (7 Wo.)DE | AT8 (3 Wo.)AT | CH11 (4 Wo.)CH | Erstveröffentlichung: 27. September 1999 |
| 1999 | Future Trance Vol. 10 | DE2 (12 Wo.)DE | AT9 (7 Wo.)AT | CH15 (5 Wo.)CH | Erstveröffentlichung: 30. Dezember 1999  |
| 2000 | Future Trance Vol. 11 | DE3 (9 Wo.)DE | AT6 (8 Wo.)AT | CH11 (5 Wo.)CH | Erstveröffentlichung: 27. März 2000      |
| 2000 | Future Trance Vol. 12 | DE5 (11 Wo.)DE | AT6 (8 Wo.)AT | CH17 (6 Wo.)CH | Erstveröffentlichung: 30. Juni 2000      |
| 2000 | Future Trance Vol. 13 | DE4 (9 Wo.)DE | AT4 (8 Wo.)AT | CH15 (6 Wo.)CH | Erstveröffentlichung: 29. September 2000 |
| 2000 | Future Trance Vol. 14 | DE3 (11 Wo.)DE | AT3 (10 Wo.)AT | CH5 (10 Wo.)CH | Erstveröffentlichung: 27. Dezember 2000  |
| 2001 | Future Trance Vol. 15 | DE2 (14 Wo.)DE | AT3 (12 Wo.)AT | CH5 (10 Wo.)CH | Erstveröffentlichung: 30. März 2001      |
| 2001 | Future Trance Vol. 16 | DE1 (12 Wo.)DE | AT2 (13 Wo.)AT | CH5 (9 Wo.)CH | Erstveröffentlichung: 29. Juni 2001      |
| 2001 | Future Trance Vol. 17 | DE2 (10 Wo.)DE | AT3 (9 Wo.)AT | CH5 (7 Wo.)CH | Erstveröffentlichung: 28. September 2001 |
| 2001 | Future Trance Vol. 18 | DE2 (12 Wo.)DE | AT2 (10 Wo.)AT | CH4 (12 Wo.)CH | Erstveröffentlichung: 27. Dezember 2001  |
| 2002 | Future Trance Vol. 19 | DE1 (13 Wo.)DE | AT2 (11 Wo.)AT | CH7 (8 Wo.)CH | Erstveröffentlichung: 25. März 2002      |
| 2002 | Future Trance Vol. 20 | DE1 (13 Wo.)DE | AT3 (12 Wo.)AT | CH6 (11 Wo.)CH | Erstveröffentlichung: 1. Juli 2002       |
| 2002 | Future Trance Vol. 21 | DE3 (10 Wo.)DE | AT4 (9 Wo.)AT | CH4 (9 Wo.)CH | Erstveröffentlichung: 30. September 2002 |
| 2002 | Future Trance Vol. 22 | DE3 (12 Wo.)DE | AT3 (10 Wo.)AT | CH4 (10 Wo.)CH | Erstveröffentlichung: 16. Dezember 2002  |
| 2003 | Future Trance Vol. 23 | DE1 (13 Wo.)DE | AT2 (11 Wo.)AT | CH2 (11 Wo.)CH | Erstveröffentlichung: 31. März 2003      |
| 2003 | Future Trance Vol. 24 | DE1 (13 Wo.)DE | AT3 (11 Wo.)AT | CH4 (7 Wo.)CH | Erstveröffentlichung: 30. Juni 2003      |
| 2003 | Future Trance Vol. 25 | DE2 (10 Wo.)DE | AT3 (9 Wo.)AT | CH3 (9 Wo.)CH | Erstveröffentlichung: 29. September 2003 |
| 2003 | Future Trance Vol. 26 | DE4 (14 Wo.)DE | AT2 (14 Wo.)AT | CH5 (8 Wo.)CH | Erstveröffentlichung: 8. Dezember 2003   |
| 2004 | Future Trance Vol. 27 | DE2 (14 Wo.)DE | AT3 (13 Wo.)AT | CH2 (9 Wo.)CH | Erstveröffentlichung: 15. März 2004      |
| 2004 | Future Trance Vol. 28 | DE2 (13 Wo.)DE | AT3 (14 Wo.)AT | CH3 (6 Wo.)CH | Erstveröffentlichung: 14. Juni 2004      |
| 2004 | Future Trance Vol. 29 | DE2 (11 Wo.)DE | AT2 (11 Wo.)AT | CH3 (9 Wo.)CH | Erstveröffentlichung: 13. September 2004 |
| 2004 | Future Trance Vol. 30 | DE2 (14 Wo.)DE | AT1 (13 Wo.)AT | CH6 (8 Wo.)CH | Erstveröffentlichung: 3. Dezember 2004   |
| 2005 | Future Trance Vol. 31 | DE2 (13 Wo.)DE | AT2 (13 Wo.)AT | CH2 (9 Wo.)CH | Erstveröffentlichung: 7. März 2005       |
| 2005 | Future Trance Vol. 32 | DE3 (14 Wo.)DE | AT2 (14 Wo.)AT | CH3 (7 Wo.)CH | Erstveröffentlichung: 6. Juni 2005       |
| 2005 | Future Trance Vol. 33 | DE3 (12 Wo.)DE | AT2 (12 Wo.)AT | CH3 (9 Wo.)CH | Erstveröffentlichung: 5. September 2005  |
| 2005 | Future Trance Vol. 34 | DE4 (15 Wo.)DE | AT2 (15 Wo.)AT | CH4 (7 Wo.)CH | Erstveröffentlichung: 2. Dezember 2005   |
| 2006 | Future Trance Vol. 35 | DE2 (13 Wo.)DE | AT1 (15 Wo.)AT | CH2 (11 Wo.)CH | Erstveröffentlichung: 10. März 2006      |
| 2006 | Future Trance Vol. 36 | DE2 (14 Wo.)DE | AT1 (15 Wo.)AT | CH4 (5 Wo.)CH | Erstveröffentlichung: 2. Juni 2006       |
| 2006 | Future Trance Vol. 37 | DE2 (13 Wo.)DE | AT1 (13 Wo.)AT | CH2 (8 Wo.)CH | Erstveröffentlichung: 1. September 2006  |
| 2006 | Future Trance Vol. 38 | DE3 (14 Wo.)DE | AT2 (12 Wo.)AT | CH3 (9 Wo.)CH | Erstveröffentlichung: 1. Dezember 2006   |
| 2007 | Future Trance Vol. 39 | DE1 (16 Wo.)DE | AT1 (14 Wo.)AT | CH2 (10 Wo.)CH | Erstveröffentlichung: 2. März 2007       |
| 2007 | Future Trance Vol. 40 | DE1 (14 Wo.)DE | AT2 (15 Wo.)AT | CH2 (8 Wo.)CH | Erstveröffentlichung: 8. Juni 2007       |
| 2007 | Future Trance Vol. 41 | DE2 (14 Wo.)DE | AT1 (13 Wo.)AT | CH3 (10 Wo.)CH | Erstveröffentlichung: 31. August 2007    |
| 2007 | Future Trance Vol. 42 | DE4 (14 Wo.)DE | AT1 (14 Wo.)AT | CH7 (6 Wo.)CH | Erstveröffentlichung: 30. November 2007  |
| 2008 | Future Trance Vol. 43 | DE2 (13 Wo.)DE | AT1 (13 Wo.)AT | CH5 (10 Wo.)CH | Erstveröffentlichung: 7. März 2008       |
| 2008 | Future Trance Vol. 44 | DE1 (16 Wo.)DE | AT1 (15 Wo.)AT | CH1 (10 Wo.)CH | Erstveröffentlichung: 30. Mai 2008       |
| 2008 | Future Trance Vol. 45 | DE1 (14 Wo.)DE | AT1 (14 Wo.)AT | CH5 (12 Wo.)CH | Erstveröffentlichung: 29. August 2008    |
| 2008 | Future Trance Vol. 46 | DE4 (16 Wo.)DE | AT1 (13 Wo.)AT | CH2 (8 Wo.)CH | Erstveröffentlichung: 5. Dezember 2008   |
| 2009 | Future Trance Vol. 47 | DE3 (15 Wo.)DE | AT1 (15 Wo.)AT | CH3 (12 Wo.)CH | Erstveröffentlichung: 27. Februar 2009   |
| 2009 | Future Trance Vol. 48 | DE2 (15 Wo.)DE | AT2 (14 Wo.)AT | CH3 (10 Wo.)CH | Erstveröffentlichung: 29. Mai 2009       |
| 2009 | Future Trance Vol. 49 | DE2 (15 Wo.)DE | AT1 (13 Wo.)AT | CH3 (11 Wo.)CH | Erstveröffentlichung: 28. August 2009    |
| 2009 | Future Trance Vol. 50 | DE3 (14 Wo.)DE | AT2 (13 Wo.)AT | CH3 (10 Wo.)CH | Erstveröffentlichung: 27. November 2009  |
| 2010 | Future Trance Vol. 51 | DE2 (14 Wo.)DE | AT2 (11 Wo.)AT | CH2 (13 Wo.)CH | Erstveröffentlichung: 26. Februar 2010   |
| 2010 | Future Trance Vol. 52 | DE4 (16 Wo.)DE | AT1 (13 Wo.)AT | CH3 (10 Wo.)CH | Erstveröffentlichung: 28. Mai 2010       |
| 2010 | Future Trance Vol. 53 | DE2 (13 Wo.)DE | AT1 (13 Wo.)AT | CH3 (12 Wo.)CH | Erstveröffentlichung: 27. August 2010    |
| 2010 | Future Trance Vol. 54 | DE4 (13 Wo.)DE | AT3 (14 Wo.)AT | CH4 (9 Wo.)CH | Erstveröffentlichung: 26. November 2010  |
| 2011 | Future Trance Vol. 55 | DE2 (13 Wo.)DE | AT2 (14 Wo.)AT | CH3 (9 Wo.)CH | Erstveröffentlichung: 25. Februar 2011   |
| 2011 | Future Trance Vol. 56 | DE2 (13 Wo.)DE | AT2 (14 Wo.)AT | CH2 (8 Wo.)CH | Erstveröffentlichung: 27. Mai 2011       |
| 2011 | Future Trance Vol. 57 | DE2 (12 Wo.)DE | AT2 (13 Wo.)AT | CH3 (11 Wo.)CH | Erstveröffentlichung: 26. August 2011    |
| 2011 | Future Trance Vol. 58 | DE4 (13 Wo.)DE | AT3 (12 Wo.)AT | CH4 (6 Wo.)CH | Erstveröffentlichung: 25. November 2011  |
| 2012 | Future Trance Vol. 59 | DE2 (14 Wo.)DE | AT2 (12 Wo.)AT | CH2 (9 Wo.)CH | Erstveröffentlichung: 24. Februar 2012   |
| 2012 | Future Trance Vol. 60 | DE3 (14 Wo.)DE | AT2 (6 Wo.)AT | CH6 (9 Wo.)CH | Erstveröffentlichung: 25. Mai 2012       |
| 2012 | Future Trance 61      | DE3 (11 Wo.)DE | AT2 (12 Wo.)AT | CH5 (8 Wo.)CH | Erstveröffentlichung: 31. August 2012    |
| 2012 | Future Trance 62      | DE4 (10 Wo.)DE | AT2 (11 Wo.)AT | CH3 (7 Wo.)CH | Erstveröffentlichung: 23. November 2012  |
| 2013 | Future Trance 63      | DE2 (14 Wo.)DE | AT2 (14 Wo.)AT | CH2 (9 Wo.)CH | Erstveröffentlichung: 22. Februar 2013   |
| 2013 | Future Trance 64      | DE2 (13 Wo.)DE | AT1 (13 Wo.)AT | CH2 (5 Wo.)CH | Erstveröffentlichung: 31. Mai 2013       |
| 2013 | Future Trance 65      | DE4 (10 Wo.)DE | AT1 (10 Wo.)AT | CH4 (9 Wo.)CH | Erstveröffentlichung: 30. August 2013    |
| 2013 | Future Trance 66      | DE3 (13 Wo.)DE | AT3 (11 Wo.)AT | CH4 (10 Wo.)CH | Erstveröffentlichung: 22. November 2013  |
| 2014 | Future Trance 67      | DE2 (13 Wo.)DE | AT2 (14 Wo.)AT | CH2 (11 Wo.)CH | Erstveröffentlichung: 21. Februar 2014   |
| 2014 | Future Trance 68      | DE2 (13 Wo.)DE | AT2 (13 Wo.)AT | CH4 (6 Wo.)CH | Erstveröffentlichung: 23. Mai 2014       |
| 2014 | Future Trance 69      | DE3 (13 Wo.)DE | AT2 (12 Wo.)AT | CH4 (10 Wo.)CH | Erstveröffentlichung: 22. August 2014    |
| 2014 | Future Trance 70      | DE5 (11 Wo.)DE | AT2 (12 Wo.)AT | CH4 (6 Wo.)CH | Erstveröffentlichung: 21. November 2014  |
| 2015 | Future Trance 71      | DE3 (13 Wo.)DE | AT2 (14 Wo.)AT | CH3 (10 Wo.)CH | Erstveröffentlichung: 20. Februar 2015   |
| 2015 | Future Trance 72      | DE2 (12 Wo.)DE | AT2 (11 Wo.)AT | CH3 (5 Wo.)CH | Erstveröffentlichung: 29. Mai 2015       |
| 2015 | Future Trance 73      | DE2 (7 Wo.)DE | AT2 (6 Wo.)AT | CH2 (6 Wo.)CH | Erstveröffentlichung: 28. August 2015    |
| 2015 | Future Trance 74      | DE6 (11 Wo.)DE | AT4 (11 Wo.)AT | CH5 (10 Wo.)CH | Erstveröffentlichung: 27. November 2015  |
| 2016 | Future Trance 75      | DE3 (13 Wo.)DE | AT2 (12 Wo.)AT | CH2 (12 Wo.)CH | Erstveröffentlichung: 26. Februar 2016   |
| 2016 | Future Trance 76      | DE2 (11 Wo.)DE | AT3 (10 Wo.)AT | CH3 (6 Wo.)CH | Erstveröffentlichung: 27. Mai 2016       |
| 2016 | Future Trance 77      | DE2 (12 Wo.)DE | AT2 (11 Wo.)AT | CH4 (10 Wo.)CH | Erstveröffentlichung: 26. August 2016    |
| 2016 | Future Trance 78      | DE7 (11 Wo.)DE | AT4 (12 Wo.)AT | CH4 (5 Wo.)CH | Erstveröffentlichung: 25. November 2016  |
| 2017 | Future Trance 79      | DE3 (11 Wo.)DE | AT2 (13 Wo.)AT | CH2 (10 Wo.)CH | Erstveröffentlichung: 24. Februar 2017   |
| 2017 | Future Trance 80      | DE3 (13 Wo.)DE | AT2 (8 Wo.)AT | CH4 (9 Wo.)CH | Erstveröffentlichung: 26. Mai 2017       |
| 2017 | Future Trance 81      | DE2 (12 Wo.)DE | AT3 (11 Wo.)AT | CH3 (12 Wo.)CH | Erstveröffentlichung: 25. August 2017    |
| 2017 | Future Trance 82      | DE2 (12 Wo.)DE | AT3 (12 Wo.)AT | CH8 (2 Wo.)CH | Erstveröffentlichung: 24. November 2017  |
| 2018 | Future Trance 83      | DE3 (13 Wo.)DE | AT2 (13 Wo.)AT | CH3 (13 Wo.)CH | Erstveröffentlichung: 23. Februar 2018   |
| 2018 | Future Trance 84      | DE2 (13 Wo.)DE | AT2 (13 Wo.)AT | CH5 (7 Wo.)CH | Erstveröffentlichung: 25. Mai 2018       |
| 2018 | Future Trance 85      | DE2 (11 Wo.)DE | AT2 (11 Wo.)AT | CH3 (8 Wo.)CH | Erstveröffentlichung: 24. August 2018    |
| 2018 | Future Trance 86      | DE6 (13 Wo.)DE | AT2 (13 Wo.)AT | CH7 (6 Wo.)CH | Erstveröffentlichung: 9. November 2018   |
| 2019 | Future Trance 87      | DE3 (13 Wo.)DE | AT2 (12 Wo.)AT | CH3 (10 Wo.)CH | Erstveröffentlichung: 22. Februar 2019   |
| 2019 | Future Trance 88      | DE2 (13 Wo.)DE | AT1 (11 Wo.)AT | CH4 (7 Wo.)CH | Erstveröffentlichung: 24. Mai 2019       |
| 2019 | Future Trance 89      | DE2 (11 Wo.)DE | AT2 (12 Wo.)AT | CH3 (10 Wo.)CH | Erstveröffentlichung: 23. August 2019    |
| 2019 | Future Trance 90      | DE5 (12 Wo.)DE | AT3 (17 Wo.)AT | CH4 (8 Wo.)CH | Erstveröffentlichung: 8. November 2019   |
| 2020 | Future Trance 91      | DE3 (15 Wo.)DE | AT2 (16 Wo.)AT | CH2 (12 Wo.)CH | Erstveröffentlichung: 28. Februar 2020   |
| 2020 | Future Trance 92      | DE2 (13 Wo.)DE | AT2 (14 Wo.)AT | CH2 (8 Wo.)CH | Erstveröffentlichung: 22. Mai 2020       |
| 2020 | Future Trance 93      | DE2 (11 Wo.)DE | AT2 (13 Wo.)AT | CH2 (10 Wo.)CH | Erstveröffentlichung: 21. August 2020    |
| 2020 | Future Trance 94      | DE4 (11 Wo.)DE | AT3 (15 Wo.)AT | CH2 (9 Wo.)CH | Erstveröffentlichung: 6. November 2020   |
| 2021 | Future Trance 95      | DE3 (13 Wo.)DE | AT3 (15 Wo.)AT | CH4 (13 Wo.)CH | Erstveröffentlichung: 26. Januar 2021    |
| 2021 | Future Trance 96      | DE2 (12 Wo.)DE | AT1 (18 Wo.)AT | CH3 (10 Wo.)CH | Erstveröffentlichung: 28. Mai 2021       |
| 2021 | Future Trance 97      | DE2 (12 Wo.)DE | AT1 (12 Wo.)AT | CH3 (11 Wo.)CH | Erstveröffentlichung: 20. August 2021    |
| 2021 | Future Trance 98      | DE5 (7 Wo.)DE | AT2 (24 Wo.)AT | CH3 (10 Wo.)CH | Erstveröffentlichung: 12. November 2021  |
| 2022 | Future Trance 99      | DE3 (16 Wo.)DE | AT1 (23 Wo.)AT | CH2 (14 Wo.)CH | Erstveröffentlichung: 27. Mai 2022       |
| 2022 | Future Trance 100     | DE2 (21 Wo.)DE | AT1 (21 Wo.)AT | CH2 (16 Wo.)CH | Erstveröffentlichung: 28. Oktober 2022   |

### Spezialausgaben
| Jahr | Titel                                                | Höchstplatzierung, Gesamtwochen, AuszeichnungChartplatzierungen (Jahr, Titel, Platzierungen, Wochen, Auszeichnungen, Anmerkungen) | Höchstplatzierung, Gesamtwochen, AuszeichnungChartplatzierungen (Jahr, Titel, Platzierungen, Wochen, Auszeichnungen, Anmerkungen) | Höchstplatzierung, Gesamtwochen, AuszeichnungChartplatzierungen (Jahr, Titel, Platzierungen, Wochen, Auszeichnungen, Anmerkungen) | Anmerkungen                            |
| Jahr | Titel                                                | DE | AT | CH | Anmerkungen                            |
| ---- | ---------------------------------------------------- | --- | --- | --- | -------------------------------------- |
| 2002 | Future Trance Limited Edition                        | — | — | — | Erstveröffentlichung: 29. April 2002   |
| 2007 | Future Trance – Best of                              | DE1 (17 Wo.)DE | AT1 (14 Wo.)AT | CH5 (7 Wo.)CH | Erstveröffentlichung: 13. April 2007   |
| 2009 | Future Trance – In the Mix – Greatest Club Anthems 1 | DE4 (9 Wo.)DE | AT2 (12 Wo.)AT | CH22 (2 Wo.)CH | Erstveröffentlichung: 16. Januar 2009  |
| 2009 | Future Trance – Best of Vol. 2                       | DE6 (6 Wo.)DE | AT3 (13 Wo.)AT | CH8 (5 Wo.)CH | Erstveröffentlichung: 16. Oktober 2009 |
| 2010 | Future Trance – In the Mix – Greatest Club Anthems 2 | DE6 (8 Wo.)DE | AT3 (6 Wo.)AT | CH20 (1 Wo.)CH | Erstveröffentlichung: 9. April 2010    |
| 2011 | Future Trance – Megamix                              | DE7 (13 Wo.)DE | AT6 (9 Wo.)AT | CH7 (9 Wo.)CH | Erstveröffentlichung: 15. Juli 2011    |
| 2012 | Future Trance – Best of 15 Years                     | DE4 (15 Wo.)DE | AT8 (9 Wo.)AT | CH5 (6 Wo.)CH | Erstveröffentlichung: 20. Juli 2012    |
| 2014 | Future Trance – Rave Classics                        | DE9 (9 Wo.)DE | AT8 (6 Wo.)AT | CH10 (3 Wo.)CH | Erstveröffentlichung: 11. Juli 2014    |
| 2015 | Future Trance – Festival Classics                    | DE12 (7 Wo.)DE | AT11 (4 Wo.)AT | CH10 (2 Wo.)CH | Erstveröffentlichung: 10. Juli 2015    |
| 2016 | Future Trance – Return to the 90s                    | DE5 (10 Wo.)DE | AT5 (11 Wo.)AT | CH5 (5 Wo.)CH | Erstveröffentlichung: 18. März 2016    |
| 2016 | Future Trance – Hands Up Classics                    | DE8 (4 Wo.)DE | AT8 (3 Wo.)AT | CH10 (1 Wo.)CH | Erstveröffentlichung: 15. Juli 2016    |
| 2017 | Future Trance – Best Of 20 Years                     | DE5 (8 Wo.)DE | AT5 (9 Wo.)AT | CH5 (12 Wo.)CH | Erstveröffentlichung: 31. März 2017    |

## Singles
| Jahr | Titel Album    | Höchstplatzierung, Gesamtwochen, AuszeichnungChartplatzierungen (Jahr, Titel, Album, Platzierungen, Wochen, Auszeichnungen, Anmerkungen) | Höchstplatzierung, Gesamtwochen, AuszeichnungChartplatzierungen (Jahr, Titel, Album, Platzierungen, Wochen, Auszeichnungen, Anmerkungen) | Höchstplatzierung, Gesamtwochen, AuszeichnungChartplatzierungen (Jahr, Titel, Album, Platzierungen, Wochen, Auszeichnungen, Anmerkungen) | Anmerkungen                                                                     |
| Jahr | Titel Album    | DE | AT | CH | Anmerkungen                                                                     |
| ---- | -------------- | --- | --- | --- | ------------------------------------------------------------------------------- |
| 2003 | Face 2 Face –  | DE41 (9 Wo.)DE | AT44 (9 Wo.)AT | — | Erstveröffentlichung: 1. Dezember 2003 Future Trance United                     |
| 2004 | Irresistible – | DE90 (1 Wo.)DE | — | — | Erstveröffentlichung: 16. Oktober 2004 Future Trance United pres. Second Spring |
| 2008 | You Came –     | DE74 (2 Wo.)DE | — | — | Erstveröffentlichung: 22. Februar 2008 FTU pres. Cream                          |
| 2016 | Coming Home –  | — | — | — | Erstveröffentlichung: 2016 Future Trance United                                 |